# Christian Mentzel
Christian Mentzel (o Christianus Mentzelius) (Fürstenwalde/Spree, 15 de junio de 1622 - Berlín 27 de enero de 1701) fue un médico, botánico y sinólogo alemán.
En su última etapa de vida se puso a estudiar la lengua china, siendo autor de un célebre diccionario germano-chino. Y también autor de un libro sobre Brasil.  Fue miembro de la "Academia Imperial de Curiosos de la Naturaleza", y mantuvo correspondencia con los principales sabios de Europa. Fue médico personal del elector de Brandeburgo. 

## Honores
Plumier le dedica en 1737 el género Mentzelia de la familia de Loasaceae. Y en 1753, Linneo lo confirma.

## Publicaciones

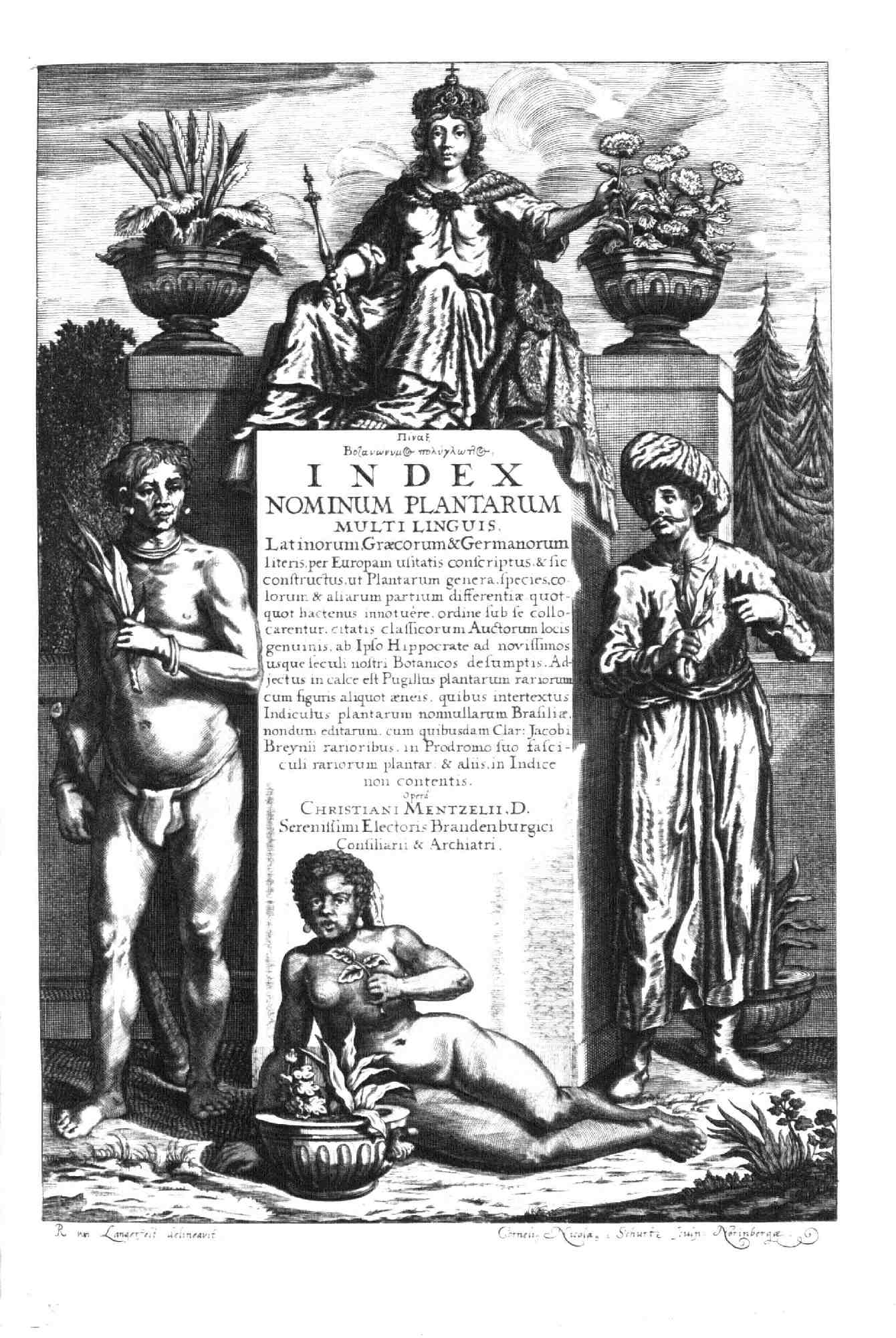
Frontispicio de la 1ª ed. de Lexicon plantarum polyglottum universale, Berlín 1682

- Index nominum plantarum universalis, Diversis Terrarum, Gentiumque Linguis quotquot ex Auctoribus ad singula Plantarum Nomina excerpi & juxta seriem A.B.C. collocari potuerunt, ad Unum redactus, videlicet: Europæorum Latinâ sive veter Romanâ, Græcâ ... Asiaticorum, Hebræâ, Chaldaicâ, Syriacâ, Arabicâ, Turcicâ cum sua Tripolitana &c... Africanorum Aegyptiacâ, Aethiopicâ, Mauritanicâ sive Barbaricâ ... Americanorum, Brasilianâ, Virginianâ, maexicanâ & adjacantium populorum ... Characteribus Latinorum, Graecorum & Germanorum ... Berolini, Ex officina Rungiana, 1682

- Datos: Q68282
- Multimedia: Christian Mentzel / Q68282